# Grannasgrynnorna
Grannasgrynnorna är en ö i Finland. Den ligger i Norra kvarken och i kommunen Korsnäs i den ekonomiska regionen  Vasa i landskapet Österbotten, i den västra delen av landet. Ön ligger omkring 36 kilometer sydväst om Vasa och omkring 360 kilometer nordväst om Helsingfors.
Öns area är 2,1 hektar och dess största längd är 310 meter i nord-sydlig riktning.